# Netanya

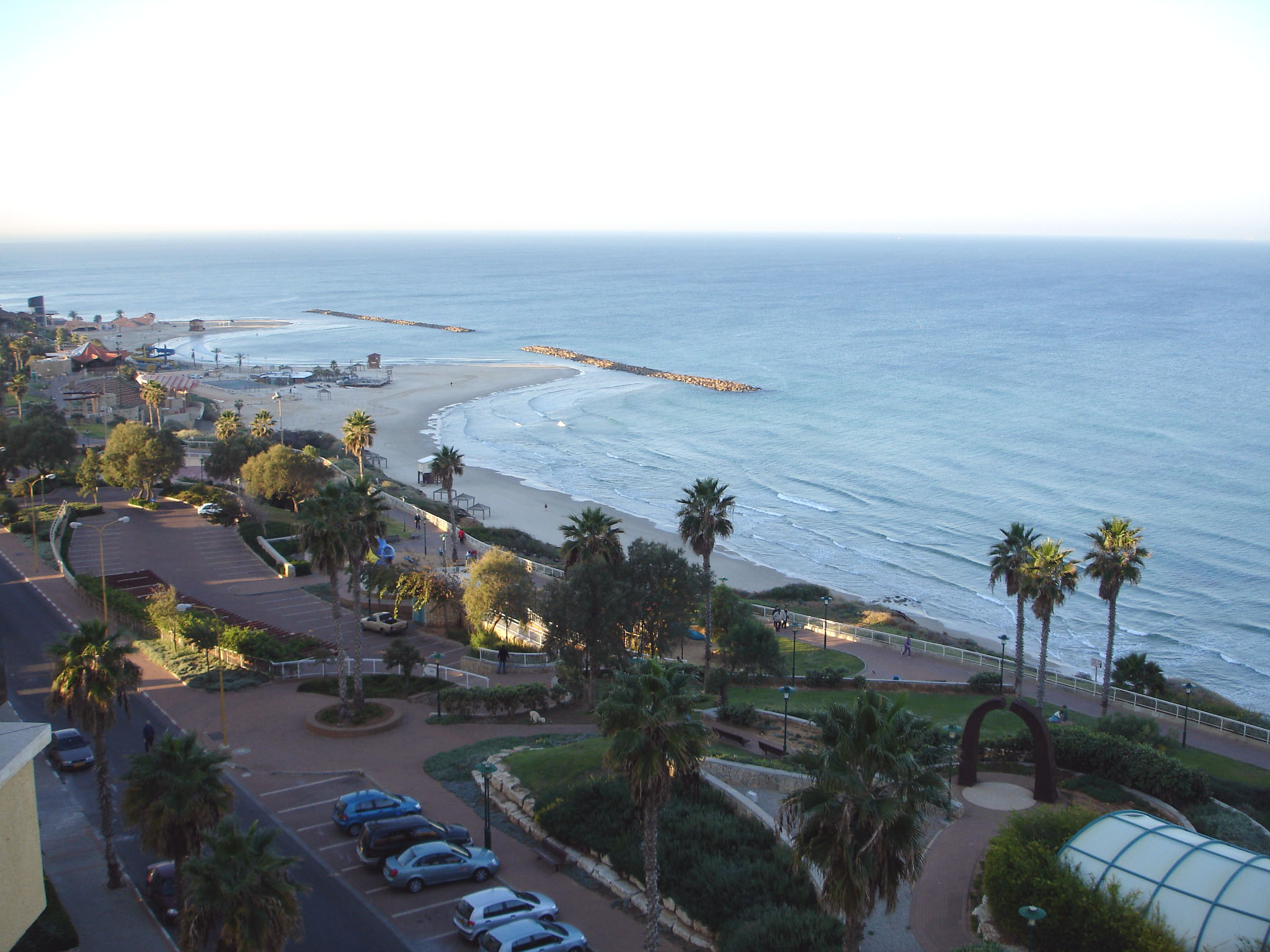
Một góc bờ biển tại Netanya

Netanya (Hebrew: נְתַנְיָה, Tiếng Hebrew chuẩn Nətanya) là một thành phố ở Quận Trung của Israel và là thủ phủ của đồng bằng Sharon. Thành phố này nằm giữa suối 'Poleg' và Viện Wingate ở phía nam và suối 'Avichail' ở phía bắc. Thành phố có 14 km bờ biển, là nơi nghỉ mát ưa thích của du khách. Theo Cục thống kê Trung ương Israel, thành phố có dân số 173.300 người cuối năm 2006. Thị trưởng là Miriam Fireberg.

## Tên gọi
Thành phố Netanya được đặt tên theo người nhân đức người Mỹ gốc Do Thái Nathan Straus, người đã góp nhiều tiền cho các hoạt động ở Israel.

## Lịch sử
Được thiết lập gần Poleg cổ đại, Netanya ban đầu là một phần của thành phố Palestine Tulkarem trước năm 1948, khi khu vực này được các nông dân người Palestine sử dụng, khu định cư Do Thái ở khu vực này đã bắt đầu vào năm 1928 với việc lập dựng các nông trại cam chanh. Có sự tranh cãi lớn về cách diễn giải giữa người Palestine và người Israel về việc vùng đất này có được bán (ban đầu bởi các chủ đất Ả Rập không phải là những người không lưu trú) trong thời kỳ Thống trị Anh.
Do nằm cách thành phố Tulkarm của Palestine 14 km, Netanya phải chịu các cuộc tấn công khủng bố của Palestine nhằm vào công dân Israel, đáng chú ý là cuộc tấn công tháng 3 năm 2002 được gọi là Thảm sát lễ Hái quả.

## Cơ cấu dân số
Năm 2006, Netanya có 173.300 dân, trong đó có 99,9% là người Do Thái theo Cục thống kê Trung ương Israel năm 2001 và những cư dân không phải là người Ả Rập, còn lại là số lượng dân Ả Rập không đáng kể. Chỉ riêng năm 2001, thành phố là nơi có 1546 dân nhập cư. Theo Cục thống kê Trung ương Israel, năm 2001, thành phố này có 78.000 nam và 84.900 nữ với độ tuổi: 31,1% từ 19 trở xuống, 15,3% giữa 20 và 29, 17,2% giữa 30 và 44, 17,4% từ 45 đến 59, 4,2% từ 60 đến 64, và 14,9% 65 tuổi trở lên. Tốc độ tăng dân số năm 2001 là 1,3%.
Năm 2000, thành phố có 58.897 người làm công ăn lương, 4.671 người tự kinh doanh với lương tháng bình quân năm 200 cho một công nhân ăn lương là 4905 NIS, tăng thực 8,6% so với năm trước. Lương tháng bình quân của người làm công ăn lương nam giới là NIS 6.217 (tăng thực 9,0%) so với nữ giới là NIS 3.603 (tăng thực 6,8%). Thu nhập bình quân của những người tự kinh doanh là 6.379. Có 3.293 người nhận trợ cấp thất nghiệp và 14.963 người nhận một khoản thu nhập tối thiểu thuộc trợ cấp chính phủ.

## Giáo dục
Theo Cục thống kê Trung ương Israel, có 68 trường và 30.975 học sinh ở thành phố này. Có 46 trường tiểu học với 15.602 học sinh và 33 trường trung học với 15.373 học sinh. 52,7% học sinh lớp 12 trúng tuyển vào đại học năm 2001.

## Các thành phố kết nghĩa
- Bournemouth, Anh, Anh quốc
- Cincinnati, Ohio, Hoa Kỳ (2000)
- Dortmund, Đức
- Gießen, Đức
- Gold Coast, Queensland, Úc
- Nice, Pháp
- Sarcelles, Pháp
- Siofok, Hungary
- Stavanger, Na Uy
- Sunny Isles Beach, Florida, Hoa Kỳ

## Các điểm thu hút
Netanya có bãi biển dài, là nơi có các dịch vụ nhà hàng khách sạn, nghỉ mát. Ngoài ra thành phố này còn có Khu bảo tồn thiên nhiên Poleg và Các công viên tự nhiên Irises Dora Rainpool. Công viên Irises là nơi trú ngụ của số lượng Iris atropurpurea lớn nhất thế giới. Tháng 3 năm 2006, trùm tư bản bất động sản Mỹ, Donald Trump đã thông báo kế hoạch xây một khách sạn mới ở Netanya.

## Các công dân nổi tiếng
- Shiraz Tal
- Mordechai Spiegler
- Maya Buskila

## Linh tinh
- Netanya là nơi có cửa hàng lớn IKEA đầu tiên của Israel